# José Tena
José Luis Tena (San Cristóbal, República Dominicana, 20 de marzo de 2001), más conocido como José Tena, es un jugador profesional dominicano de béisbol que se desempeña en la posición de tercera base en Washington Nationals, equipo de las Grandes Ligas de Béisbol (MLB).

## Carrera
Tena hizo su debut en la MLB con el equipo Cleveland Guardians, en el cual jugó dos temporadas (2023-2024), después pasó a Washington Nationals, donde lleva jugando una temporada.